# The Forth Road Bridge
The Forth Road Bridge ist ein britischer Dokumentarfilm von Gordon Lang aus dem Jahr 1965 über die gleichnamige Brücke. Der Film wurde für einen Oscar nominiert.

## Inhalt
Der Film begleitet den Bau der Forth Road Bridge in Schottland von der ersten Vermessung bis zur offiziellen Eröffnung. Die Hängebrücke führt die Nationalstraße A9000 bei Edinburgh in Schottland über den Firth of Forth. Die Brücke ist 2517 m lang und 33 m breit und hat vier Fahrspuren. Mit einer Spannweite von 1006 m war sie bei ihrer Eröffnung am 4. September 1964 die zu diesem Zeitpunkt größte Brücke ihrer Art in Europa. 
Entworfen wurde die Brücke von Freeman Fox & Partners und Mott, Hay and Anderson. Gilbert Roberts und William Brown von Freeman Fox waren maßgeblich an der Tragwerksplanung beteiligt. Erbaut wurde die Brücke zwischen 1958 und 1964 von Sir William Arrol & Co., Cleveland Bridge & Engineering Co. und Dorman Long. Feierlich eingeweiht und für den Verkehr freigegeben wurde die Forth Road Bridge von Queen Elizabeth II und Philip, Prinz Philip.

## Produktionsnotizen
Der Film wurde produziert von BP Film Library, Films of Scotland und Shell-Mex. Die Forth Road Bridge steht seit April 2001 unter Denkmalschutz.
Die Brücke steht seit April 2001 unter Denkmalschutz.

## Auszeichnungen
- Academy Awards 1966: Oscarnominierung für Peter Mills und den Film in der Kategorie „Bester Dokumentarfilm“
- Auszeichnung beim 6. Internationalen Industriefilmfestival in Rouen erster Preis sowie Kritikerpreis[3]